# Ђовани Морини
Ђовани Морини (итал. Giovanni Morini — Комо, 2. фебруар 1995) професионални је италијански хокејаш на леду који игра на позицији централног нападача.
Професионалну каријеру започео је 2015. у редовима швајцарског прволигаша Лугана. У дресу сениорске репрезентације Италије дебитовао је на првенству прве дивизије 2015. године.
Његов брат близанац Паоло такође је професионални хокејаш.